# HD35177
HD35177 — хімічно пекулярна зоря спектрального класу B9, що має видиму зоряну величину в смузі V приблизно  8,2.
Вона знаходиться у сузір'ї Оріона й розташована на відстані близько 1716,6 світлових років від Сонця.

## Пекулярний хімічний вміст
Зоряна атмосфера HD35177 має підвищений вміст Si.